# 卡姆扬卡-布兹卡
50°6′0″N 24°21′0″E / 50.10000°N 24.35000°E

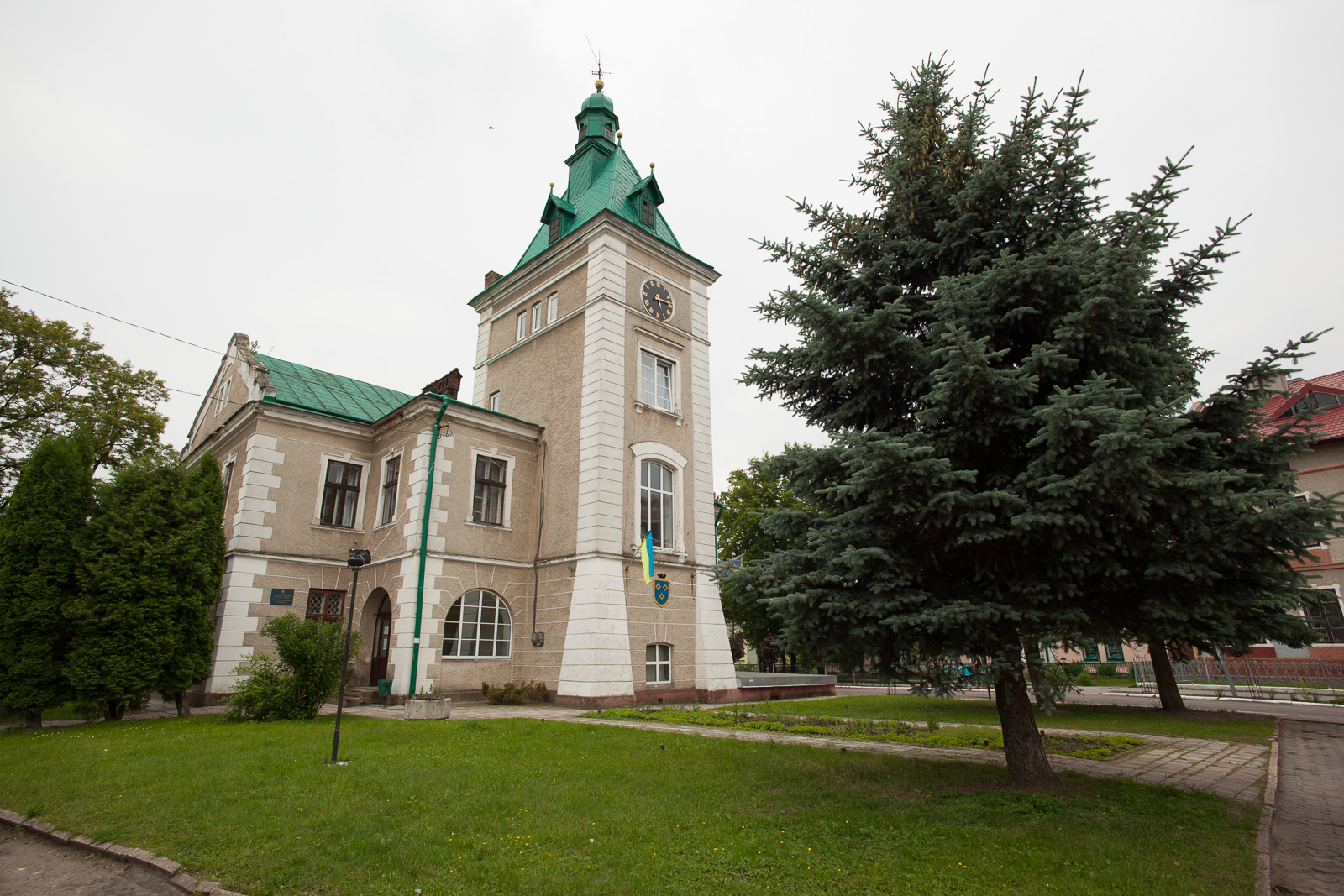
市政厅

卡姆扬卡-布兹卡（羅馬化：Kamianka-Buzka；亦译为卡缅卡-布格斯卡亚）是烏克蘭西部利沃夫州利沃夫区卡姆扬卡-布兹卡市镇内的城市，及该市镇的行政中心。面積8.63平方公里，2022年人口10,397，人口密度每平方公里1,355.7人。